# 곰솔
곰솔(학명: Pinus thunbergii 피누스 툰베르기이[*])은 해송(海松)·흑송(黑松)·검솔·숫솔·완솔이라고도 하는데, 줄기와 가지가 검은 빛을 띠는 소나무속의 종이다. 일본과 한반도 중부 이남 해변이나 해안 산지에서 잘 자란다. 늘푸른·바늘잎·큰키나무이다.

## 생태
껍질은 흑갈색이고 겨울눈은 회백색이다. 상록교목이며 잎은 짧은 가지 위에 2개씩 나며 길이 9-14센티미터, 폭 1.5밀리미터로 소나무 잎보다 굵은 편이다. 꽃은 암수한그루이며, 수꽃 송이는 긴 타원형, 길이 1.5센티미터로 각 비늘 조각 안에 2개의 꽃밥이 있다. 암꽃 송이는 난형에다 자색이며 새순 위에 붙는다. 구과를 이루며, 구과의 길이 45-60밀리미터, 지름 30-40밀리미터, 실 편은 은 50-60개, 실 편 돌기는 뾰족하지 않다. 관상용으로 심기도 하며 목재는 건축재, 침목, 선박, 펄프재 등으로 이용한다.

### 꽃
4월 말경에 곰솔의 가지 끝에는 막대기 모양의 잎이 길게 자라는데, 그 끝에는 1개 내지 몇 개의 암적색을 띤 작은 타원형 암꽃(구화수)이 달린다. 한편, 어린 가지의 밑부분에는 이보다 큰 타원형의 황색 수꽃이 뭉쳐져 있다. 암꽃은 육질의 비늘 조각(종린)이 나선 모양으로 밀생되어 있는데, 그 각각에는 2개씩의 밑씨가 생긴다. 이때 비늘조각 1개는 각기 1개의 대포자엽이거나 또는 1개의 암꽃이라고 생각된다. 한편, 수꽃은 많은 수술(소포자엽)이 나선 모양으로 배열되어 있는데, 각 수술에는 2개씩의 꽃가루 주머니(소포자낭)가 있다.

### 꽃가루의 발아
꽃가루주머니에서 갓 방출된 꽃가루는 2개의 전엽체 세포와 꽃가루관핵 및 생식 세포의 4개 세포로 이루어져 있다. 꽃가루는 5월 초에 바람에 날려 암꽃에 닿아 구화의 비늘조각 사이에서 분비된 물방울에 붙게 된다. 그리하여 물방울이 마르면서 꽃가루가 비늘조각 사이로 빨려 들어가 밑씨의 주구에 이르면 마침내 수분이 이루어지게 된다. 수분이 된 꽃가루는 그대로 1년을 지낸 후, 이듬해 5월 초가 되면 꽃가루관을 뻗어서 주심에 이른다. 생식세포는 꽃가루관 속에서 자루 세포와 정모 세포로 분열하며, 정모세포는 다시 분열하여 2개의 정핵을 만든다.

### 장란기 형성
한편, 비늘 조각의 표피 밑에 있는 1개의 세포는 감수분열을 하여 세로로 배열된 4개의 대포자가 되는데, 그중 가장 밑에 있는 1개만이 남고 다른 3개는 퇴화된다. 남은 대포자는 다시 그 안에서 핵분열을 되풀이하여 약 250개의 핵을 만드는데, 이 핵들은 주변에 모여서 포자벽을 따라 배열된다. 그 후 격벽이 만들어지면 다세포가 된다. 이와 같이 형성된 암 배우체의 주구 가까운 곳에는 3~5개의 장란기가 생기며, 약 5일이 지나면 수정이 이루어진다.

### 배 발생
꽃가루관은 주구를 지나 주심의 장란기에 이르면 정핵을 방출하는데, 그 중 1개가 난자와 합체하게 된다. 이와 같이 형성된 접합자의 핵은 2회 분열하여 4핵이 된 후 주병 쪽 끝으로 이동하고, 그 곳에서 다시 분열하여 8핵이 되는데, 이것은 위·아래의 두 층으로 나뉘어서 8개의 세포가 형성된다. 그 후 이들은 다시 분열하여 4층으로 배열된 세포층이 되며, 그 가장 위층은 크게 부풀어 접합자 벽이 되고, 두 번째 층은 로제트 세포, 세 번째 층은 배자루가 되며, 가장 아래층은 분열하여 2차 배자루 세포와 배의 본체를 이루는 세포가 된다. 여기서 4개의 배세포는 각각 1개씩의 배를 만들므로 결국 1개와 장란기에서는 4개의 배가 생기는데, 때로는 로제트 세포가 배를 만들기도 한다. 또한, 주심 속에는 3-5개의 장란기가 만들어지므로 전체적으로 보면 밑씨는 20개 정도의 배를 만드는 셈이다. 이것을 '다배 현상'이라고 한다. 그러나 1개의 씨 속에서 성숙하는 배는 단지 하나뿐이며, 나머지 것들은 모두 생장 도중에 퇴화한다. 그 후, 배가 성숙하면 겉씨식물에서는 몇 개의 떡잎이 형성된다. 그 때문에 겉 씨 식물과 속씨식물을 구별하지 못하였던 시대에는 겉 씨 식물을 떡잎이 여러 장이라고 하여 쌍떡잎류로 취급하기도 하였다. 한편, 수정이 이루어질 무렵의 해송 암꽃은 녹색을 띠면서 길이 2 센티미터 정도로 비대해 있다가, 12월 경이 되어 씨가 익으면 이 구화(이 무렵에는 구과로 되어 있다.)의 비늘 조각이 벌어지면서 씨가 방출된다. 이 씨는 날개를 가지고 있어서 바람에 의해 멀리까지도 날아갈 수 있다. 이와 같이 수분이 이루어진 후 씨가 성숙되기까지에는 약 1년 반이라는 시간이 걸린다.

## 유래
곰솔이라는 이름은 잎이 억세어 곰털 같다고 한 데서 유래되었다는 설도 있지만, 검은 소나무라는 뜻에서 유래된 것을 추정된다. 즉 곰이란 말의 처음 형태는 거머(검)이다. 거머는 곰이 검은색을 가진 동물인 데서 유래된 것이다. 거머는 고모->곰으로 변해 오늘날에는 일반적으로 동물 곰을 가리키는 말로만 쓰이지만 옛말에는 검다는 뜻의 접두어로도 쓰였기 때문이다. 그러므로 곰솔은 흑송이 검솔을 거쳐 곰솔로 된 것으로, 나무껍질이 검은색인 데서 유래된 것으로 추정된다.

## 천연기념물
대한민국의 천연기념물로 지정된 곰솔은 다음과 같다.
- 제주시 곰솔(제160호)
- 부산 수영동의 곰솔(제270호)
- 전주 삼천동의 곰솔(제355호)
- 해남 성내리 수성송(제430호)
- 제주 수산리의 곰솔(제441호)

해제된 천연기념물
- 서귀포의 곰솔(제109호)
- 익산 신작리의 곰솔(제188호)
- 무안 망운면의 곰솔(제269호)
- 서천 신송리의 곰솔(제353호)